# NGC 7687
NGC 7687 é uma galáxia lenticular (S0) localizada na direcção da constelação de Pisces. Possui uma declinação de +03° 32' 50" e uma ascensão recta de 23 horas, 30 minutos e 54,4 segundos.
A galáxia NGC 7687 foi descoberta em 21 de Setembro de 1862 por Heinrich Louis d'Arrest.